# 231 (số)
231 (hai trăm ba mươi mốt) là một số tự nhiên ngay sau 230 và ngay trước 232.